# トランスフォーマー シャッタード・グラス
『トランスフォーマー シャッタード・グラス』（Transformers Shattered Glass）は、アメリカの公式トランスフォーマーファンクラブTCC（The Official Transformers Collectors' Club）及びトランスフォーマーファンイベントボットコン（Botcon）で展開されるトランスフォーマーシリーズ『タイムライン／Timelines』のうちの一部。
「鏡写しの世界（mirror universe）」がテーマであった2008年開催の第21回ボットコンでアメコミ『Transformers:Shattered Glass』が発表された他、限定玩具として発売された6体のトランスフォーマー（セット販売）が登場して以降玩具も随時発表している。日本では2012年9月にe-hobby限定でG1版玩具のリカラーで「SGサウンドウェーブ vs SGブラスター」がリリースされることが発表された。
2013年1月現在、アメコミの他にTCC公式ホームページの会員専用コンテンツ（有料）で4本の英語小説が公開されている。
なお、シャッタード・グラスの世界は『タイムライン』シリーズの一部分のため、本作のキャラクターは『シャッタード・グラス』と銘打たれた作品の他、『タイムライン』シリーズの様々な所で登場する。
現在、日本での展開は大々的には行われていない為、本文ではTCCでの記載及び玩具のテックススペックを基準とする。

## 概要

### 鏡写しの世界設定
「鏡写し」と例えられる、登場する全てのトランスフォーマーの性格、さらに善悪の設定が文字通り逆転した世界である。
これまでどのシリーズにも共通していた創世記の成り立ちからして異なるため、シャッタード・グラスの根源世界は、G1と似てはいるが丸写しや模倣ではなく、ストーリーも独自の展開がなされている。
原則としてG1シリーズの初期にあたる時節が舞台だが、現在の展開では、飽くまでも従来のどのトランスフォーマーシリーズとも異なる、異次元の設定として構成されている。

### 性格逆転
善悪の逆転に伴い、両軍戦士の性格も変更されている。各自の内容については後述を参照。
基本は通常世界の性格を逆転したもの。（卑怯→忠実・好戦的→平和主義者・騒がしい→寡黙）
しかし組織内の立場や敵対関係などは通常世界と変わらない場合が多い。（例として、サウンドウェーブとブラスターは通常世界と同様、宿敵である）

## あらすじ
サイバトロン星(セイバートロン星) / Cybertronの支配権を求め戦争を仕掛けたテロリスト集団オートボット(サイバトロン) / Autobot。それに対抗するべく、一般市民から有志を募った自警団的組織ディセプティコン(デストロン) / Decepticons。
長期化する戦争によりサイバトロン星の物質資源は枯渇する。新たな資源惑星、地球に目をつけたオートボットは侵攻を開始した。

## 登場人物
トランスフォーマー達はG1以降のキャラも登場する他、特に指定のない限り、G1以降に発売された同名のキャラのデザインを使用（例外あり）。その為、名前の次にデザイン元を判明できるのならば記載する。
ジャズなど一部のキャラクターを除き、カラーリングはG1に登場したキャラクターとは大きく異なっている場合が多い。

### 通常世界のトランスフォーマー
初代アニメの世界ではなく、TCCにて公開されている『クラシック / Classics』の世界（G-2とイギリス版以外のマーベルコミックの展開を流用するが、別世界として進行する。）である。以後はとくに断りのない限りクラシック世界と表記する。
クリフジャンパー / Cliffjumper
オートボットのミニボット部隊の一員。突然、異世界『シャッタード・グラス』の世界へ迷い込む。直後にオートボットと接触するも、オプティマスプライムに攻撃され重傷を負ったところをメガトロンに救われる。以降ディセプティコンと共に行動している。
彼の粗暴な言動に、温厚なディセプティコンは戸惑う事が多い。
本シリーズでは女性が苦手という意外な一面が明かされている。
クラシック世界とシャッタード・グラス世界を繋ぐ唯一の接点。未だに元の世界に帰れない。
メタルホーク / Metalhawk
クラシック世界のオートボット。シャッタード・グラスの世界と彼らの世界が融合した事により、クリフと再会する。シャッタード・グラスのガルバトロンと共に、ホイルジャックによるサウンドウェーブの意識転送に立ち会う。
キックオフ / Kick-Over
クラシック世界のオートボット。元の世界のディセプティコンに対して強い憎しみを抱いている為、シャッタード・グラス世界のディセプティコンに歩み寄ろうとするメタルホークに反発し、立ち去ってしまう。商品での名称は「キックオーバー」だが、コミック『太陽の哀歌』ではキックオフと呼ばれている。
パーセプター / Perceptor
クラシック世界のオートボット。彼らが元居た世界とシャッタード・グラスの世界の融合に驚きつつ、この世界のディセプティコンとは協調の姿勢を見せている。
ホイルジャック / Wheeljack
クラシック世界のオートボット。サウンドウェーブの意識を、スタースクリームが製作した新しいボディに転送した。その後、意識転送の追加体験者を募るが、ガルバトロンには無言で却下され残念がる。

### ディセプティコン/Decepticons
軍というより自警団に近く、オートボットの侵略に対しメガトロンが立ち上げた。
構成員は一般市民が多く、メガトロンが独自に開発した変形能力及び飛行能力を自由意志により搭載するなど自らの体を戦闘用に改造している。

#### 中心人物
メガトロン/Megatron
正義感の強いディセプティコンのリーダー。大学教授（専門は数学）として平和に暮らしていたが、オプティマスプライムの横暴に心を痛め自警団ディセプティコンを設立した。普段は主武装に変形する小型トランスフォーマー、ランブラーと共に行動。非常に穏やかで仲間のためなら自らが犠牲になるのを躊躇わない性格の為、スタースクリームをはじめとするディセプティコンの面々から心配されている。
反逆したサイクロナスの攻撃で瀕死の重傷を負ったが、ガルバトロンとして強化再生した。しかし、その一件は彼の心の奥底にトラウマとして残ってしまっている。
メインカラーは白、頭部はアニメ第1作のパイロット版に登場したメガトロンに似た黒になっている。トイはメガトロンは『スーパーリンク』版ガルバトロンの仕様変更品（頭部が新規に作成）で、ガルバトロンは『ギャラクシーフォース』のライブコンボイの塗装変更品。
スタースクリーム/Starscream
ディセプティコンのNo.2。クリスタルシティの科学研究所で働いていた科学者だったが、オートボットからの勧誘を断り抹殺されかけていたところをメガトロンに救われたのをきっかけにディセプティコンに加入。生来の飛行能力を持つ為、主力部隊であるジェットロンの隊長となった。
正義感に溢れた若者で、メガトロンへの忠誠心が強く非常に信頼されている。
カラーリングは白と赤で、配色やモットーなどはG1のスカイファイヤーを意識したものとなっている。トイは『ギャラクシーフォース』版スタースクリームの塗装変更品。
通信員（応援団長）サウンドウェーブ/Soundwave
頭にライムグリーン（黄色にも見える蛍光色だが、TCCCの小説ではライムグリーンと描写されている）の鉢巻を着けた、非常によくしゃべる好青年。当初はMP3プレーヤーにトランスフォームしていたが、地球に墜落した際、ステイシスロック状態となり、ヒートウェーブの助力を得て復活。その際傍に駐車されていたバン（変形!ヘンケイ!版アイアンハイドのそれと同型だが、カセット射出能力はそのまま残っている）をスキャンし直した。さらに、後にスタースクリームが開発したボディ（外見はG1のものと同一で、カラーリングはこれまで通り白と水色）に、クラシック世界のホイルジャックの手で意識を転送された。
アウトドア派で口調はひたすら明るく、仲間の事は愛称で呼ぶ事が多い（例えばスタースクリームならスクリーマー）。好きな音楽はクラシック・ロックであり、コールドスリザー（G1アニメに登場した音楽バンドグループ）のペイントを施している。カセットロン達の保護者で互いに慕っているが、類似したシステムを持つブロードキャストを嫌悪している。
過去に放送事故を起こしており、サンダーウィングに追われる事となった。
カラーリングは薄い水色と白。
サイドスワイプ/Sideswipe
元オートボット所属で、かつてはオートボットの中でも最も冷酷な兵士として恐れられていた。彼の上司だったドレンチは厳しさと情けを持ち合わせなければならないと考えていたが、その気質はオプティマスプライムとは相容れず、彼はその末にドレンチを謀殺してしまう。サイドスワイプは元来オプティマスに忠実だったが上司の運命に納得が行かず、次第に忠誠心が揺らぎ始め、それを察したオプティマスはドレンチの部下たちをも抹殺せんとする。そこから友人の（SG世界の）クリフジャンパーの犠牲によってただ一人生き残ったサイドスワイプはディセプティコンのメンバーとして受け入れられ、オートボットに復讐を誓う。こうした事情のため、クリフジャンパーが別次元から来た事に最初に気づいた。
デザインはマイクロン伝説のランページの転用だが（胸部の切り裂かれたオートボットマークとその下に描かれた小さなディセプティコンマークも引き継いでいる）、体色はドレンチに似せている。これはオプティマスプライムへの警告の意味を込めて自ら塗り替えた物である。
サイクロナス/Cyclonus
カラーリングはホットロディマスがモチーフとなっている。ウルトラマグナスへの敵対心からディセプティコンに与した為、メガトロンへの忠誠心はなく、内心ではアルファトライオンを信奉している。メガトロンに瀕死の重傷を負わせ、ガルバトロンへと再生するきっかけを作る。その後、4デカサイクル（地球で言う約4ヶ月）投獄されていた間に、自分自身を追いつめるほどの反省と後悔の念に駆られ、ディセプティコンに復帰した。
ショックウェーブ/Shockwave
元精神科医。

#### メイヘム鎮圧隊/Mayhem Suppression Squad
サンダークラッカー/Thundercracker
メイヘム攻撃隊の一員として登場。カラーリングはアクションマスター版がモチーフ。BOTCON2011にて、SGガルバトロンと共にトイが発売された。テックスペックによると、攻撃隊の創立メンバーで、元はオートボットに抵抗する民間人に過ぎなかった。陽気で親しみ易く、『士気メカニズム』としてチームに馴染んでいる。
G1のサンダークラッカーが飛べない者を見下しているのに対し、彼は飛ぶことが出来ない友人の事を気の毒に思っている。
アストロトレイン/Astrotrain
メイヘム攻撃隊員。ミニコンの部下(ファストトラック・テイルウインド・ストーンクランチャー・サブマローダー)を持つ小隊長。とても礼儀正しい青年。
カラーリングはユニバースで発売が検討されていたスペースワープがモチーフで、玩具はマイクロン伝説のジェットファイヤーの仕様変更品。
クラッシャー/Crusher
メイヘム攻撃隊の隊長である女性戦士。
ダージ/Dirge
メイヘム攻撃隊員。プリテンダーでもあり怪物型のシェルを身に付ける。
カーニバック/Carnivac
ブラジオン/Bludgeon
外見はR.I.Dのデストラクティコン・ブラジオンの流用。G1のブラジオンが骸骨武者をモチーフにしているのに対し、彼は西部劇のカウボーイのような性格。
バグバイト/Bug Bite
カラーリングは白で、紫色のトライバル模様が施されている。
玩具は変形!ヘンケイ!版バンブルの塗装変更品。
デスザラス/Deathsaurus
シーウイング/Seawing
スナップトラップ/Snaptrap
テンタキル/Tentakil
メイヘム攻撃隊員。

#### レコーディコン[1]/Decepticon Cassettes
フレンジー/Frenzy
普段は物静かな少年だが、怒ると怖い。
カラーリングは黒に近い灰色と薄い赤銅色、G1のリワインドを意識したカラーリングとなっている。
ラヴィッジ/Ravage
基礎能力は高いが気弱な性格である猫型カセットロン。メガトロンに注意されても黙っている事ができない目立ちたがり屋。地球のインターネットに熱中しており、そんな彼の趣味が活かされる展開も多い。
TCCの隔月会報誌『The Official Transformers Collectors' Club The official magazine』のおまけコミックにおいて、敵である筈のスチールジョーと一緒に遊んでいる描写がある。
カラーリングは白を基調としたものになっていて、『キスぷれ』に登場したグリットと同一。
レーザービーク/Laserbeak
バズソー/Buzzsaw
自警員ラットバット/Ratbat
普段はテレビ演説者だが、夜になるとダークヒーローとして活動している。
ガーボイル/Garboil
ハウルバック/Howlback

#### プレダコン/Predacon
レーザークロー/Razorclaw
元大学教授。かなり小柄。
ランページ/Rampage
ダイブボム/Divebomb

#### ダイノコン/Dinocons
ゴウリュウ/Goryu
オーバーキル/Overkill
戦士スラッグフェスト/Slugfest
ホイルジャックに作られたドローンだったが、謎の電子頭脳に魂と変形能力を与えられた。スタースクリームにより脳を改良されたにもかかわらず、ディセプティコン一頭が鈍い。

#### その他
サンダーウイング/ThunderWing
セイバートロン星のエリートガードであり、非常に執念深く生真面目で融通が利かない性格をしている。サウンドウェーブを追って地球に到達した。
デザインはユニバース版シルバーボルトにG1のサンダーウイングに似た頭部を付けたもの。
オボミナス/Abominus
芸術を愛する知識深い人物。カラーリングはライバルであるテックボット（『2010』に登場したオリジナル）がモチーフ。
トレッドショット/Treadshot
ディセプティコン指揮官でウルトラマグナスのライバル。モチーフはユニバースのVSセットにある同名キャラからでウルトラマグナスがライバルというのもここに由来する。
スラッグスリンガー/Slugslinger
正々堂々をモットーとする。
ブリッツウイング/Blitzwing
縁の下の力持ち的な存在で何かと苦労が絶えない。気弱な性格の平和主義者で争いを好まない。外見はG1と同一だが、カラーリングはトリプルボットのブロードサイドがモチーフになっている。
フック/Hook
ロングハウル/Long Haul
ミックスマスター/Mixmaster
スカベンジャー/Scavenger
スクラッパー/Scrapper
看護要員。主に仲間の修理を担当する。この世界におけるビルドロンと考えられるがボーンクラッシャーだけは存在が確認できず、デバスターに合体可能であるかどうかも不明。カラーリングは白と赤が基調。
クェイク/Quake
ドレッドウインド&ダークウインド/Dreadwind&Darkwind
デスコブラ/Deathcobra
デモリッシャー/Demolishor

#### クインテッサ / Quintessons
アクエリアス/Aquarius
G1とは違い、非常に理知的で異なる星の文化を愛する性格。

#### ネクサスプライム/Nexus Prime
プライマスによって生み出された「最初の13人のプライム」の一体。五つのトランスフォーマーに分離し各次元に飛んでいたが、集結し再合体した。
ヒートウェーブ/Heatwave
シャッタードグラス世界のディセプティコン。
スカイフォール/Skyfall
サイバトロン（ギャラクシーフォース）世界のオートボット。
ランドクェイク/Landquake
タイムライン世界のディセプティコン。
ブレイクアウェイ/Breakaway
クラシック世界のオートボット。
トップスピン/Topspin
トランステック世界のディセプティコン。

### オートボット/Autobot
G1世界のディセプティコンが善人に見える程の残虐非道なテロリスト集団。リーダーはオプティマスプライム。
セイバートロンの全権掌握を狙い圧倒的な力で以って侵攻を開始する。

#### 中心人物
オプティマスプライム/Optimus Prime
オートボットの最高司令官。捕虜になった敵を処刑するのを楽しみ、その残骸をコレクションとして観賞し、めぼしい相手を勧誘し拒絶したのならば見せしめとしてその相手もろとも大量破壊を実行する残酷な性格の持ち主。
元の名はオプトロニックスと言い、かつてはセイバートロン星で働くデータ管理官であったのだが、故郷に関する何かしらの秘密を見たらしい、との事。
カラーリングはコンボイのリカラーでよく用いられる黒を基調としたもの（「ブラックコンボイ」もしくは「ネメシスプライム」）ではなく、紫色が基調となっている。
玩具は変形!ヘンケイ!版コンボイの塗装変更品、ユナイテッド版レーザーオプティマスプライムの塗装変更品の2つが存在する。
ジャズ/Jazz
オートボットの戦士の一人。
時折一人称が「J」になるなど知能が低く、オートボット内での扱いもぞんざいであるが、忠実な為オプティマスプライムには気に入られている。
密かに地球の文化に順応し、音楽を好んで聞いている他、ボディカラーなども塗り替えている。
彼のみカラーリングはG1とほぼ同じ。
リコシェ/Ricochet
ジャズのクローンで、いつも一緒に行動している。
カラーリングは赤と白。名前は『ザ☆ヘッドマスターズ』のステッパーの海外版における名称と同じだが、設定は『バイナルテック』のZoom-Zoomに近い。

#### カセットボット/Autobots Cassettes
諜報部隊長ブラスター/Blaster
ドイツ語訛りで話し（コミック『太陽の哀歌』では、『さ行（“Ｓ”の発音）』を『ざ行（“Ｚ”の発音）』で発音している）、ライバルであるサウンドウェーブを「ザウンドウェーブ」、ソーラーボットを「ゾーラーボット」と呼ぶ。非常に几帳面な性格の鬼軍曹。音波で攻撃する際にはモーツァルトの楽曲を使用する。同じサウンドシステムを持つサウンドウェーブを毛嫌いしており、お互いに対抗意識を持っている。
サウンドウェーブとの闘いで月面へと放逐された。
カラーリングは黒と暗い茶色。
スチールジョー/Steeljaw
猫型のカセットボット。怠け者であり日の当たる場所でよく寝ている。飼い主同士は険悪な仲なのだが、ラヴィッジに懐かれており、しばしば体よくあしらっている。
暴走兵ラムホーン/Ramhorn
リワインドに捕獲された動物型トランスフォーマー。混沌を好み、偶然にも何かの意味があると狂言する。カラーリングは暗い青とグレー。
追跡者リワインド/Rewind
追跡を得意とするハンター。レコーディコンに負けない野獣を捕獲・調教する様にブラスターに命令されている。カラーリングは黒と赤が基調（マスクは水色）で、Ｇ１のランブルに似ている。

#### ダイノボット/Dinobots
メガトロンが製作したものだが、暴走したために廃棄しようとしたところをオプティマスが強奪した。
コンピュートロンの処置により知能が格段に向上しているのだが、その知能も数分程度しか発揮する事が出来ない。体色はダイナザウラーを意識した物になっている。
グリムロック/Grimlock
スラージ/Sludge
スラッグ/Slag
スナール/Snarl
スワープ/Swoop

#### ジャンキオン/Junkions
SGウルトラマグナスに同行する兵士。
他のトランスフォーマーにウイルスのようなものを植え付けることで同じジャンキオン型に強制的に改造してしまう能力を持っており、クラシック世界のオートボットを取り込むことでG1インセクトロンのように自分達の仲間を増やしている。カラーリングはインセクトロンを意識した物になっている。
レックガー/Wreck-ger
スクラップアイアン/Scrap-iron
ジャンクヒープ/Junkheap

#### その他構成員
ホイルジャック/Wheeljack
残虐非道のマッドサイエンティスト。
カラーリングはヨーロッパ版アクションマスターであるスライサーがモチーフで、玩具はスーパーリンク版ホイルジャックの塗装変更品。
ラチェット/Ratchet
オートボットの医師。治療と称して患者を改造してしまう悪癖があり、本人に悪意も自覚もないのだが懲罰係として利用されている。
ゴールドバグ/Goldbug
元チンピラのオートボット。旧名はバンブルビー/Bumblebeeであったが、ドレンチが殺害された後、その地位を引き継いだ際にボディを改造、ゴールドバグを名乗った。自分の地位が誰かに奪われるのを恐れている。玩具はギャラクシーフォースのエクシリオンの仕様変更品。
コンピュートロン/Computron
サイバトロン星随一の天才集団が合体した姿だが、ダイノボットによって頭脳を損傷してしまった為、知能が非常に低くなってしまった。
リモートパトロールシックス/Remote Patrol Six
斥候部隊。カムシャフト/Camshaft、ダウンシフト/Downshift、カップ/Kup、パワーグライド/Powerglide、サンドストーム/Sandstorm、ワーパス/Warpathで構成される。カップ、カムシャフト、ダウンシフトはハウンドと共にロディマスの命令でオプティマスを襲ったが、あっけなく敗北した。
ドリフト/Drift
傭兵。冷酷非情な性格。刀と銃を武器とする。ビークルモードモードのボンネットには「定」の文字がある。
カラーリングは赤基調で「X-MEN」に登場するデッドプールをモチーフにしている。
オメガドゥーム/Omega Doom
オートボットの巨大戦士。ランドクロスらによって作られた。
トラックス/Tracks
性格はG1トラックスと同様、あるいはそれ以上のナルシストで仲間にもウンザリされている。
カラーリングはダイアクロン版（e-hobby限定発売のロードレイジ）がモチーフ。玩具はユナイテッド版トラックスの塗装変更品。
ウルトラマグナス/Ultra Magnus
惑星パラドロンの監獄に収監されていたがSGホイルジャックの手引きで脱獄。その場にいたSGアイアンハイド達を破壊し仲間と共に次元を超えてクラシック世界の地球へ向かった。
カラーリングはダイアクロン版パワードコンボイ（「ザ・ムービー」のパイロット版に登場したウルトラマグナス）がモチーフで、玩具はユナイテッド版レーザーオプティマスプライムの仕様変更品。

#### ロディマス一派
オートボットを裏切った反乱勢力。地球で活動する。
ロディマス/Rodimus
オートボットのリーダーの座を狙おうとする野心家。口元の黒い髭と片腕の丸ノコが特徴。
オートボットを離反し地球で独自に活動を起こす。その際プライムを自称する。
体色は黒と紫が基調となっており、ファイヤーパターンも存在している。玩具は変形!ヘンケイ!版ホットロディマスがモチーフ。
エリータ・ワン/Elita One
かつてオプティマスプライムの恋人だった女性。現在はロディマスに乗り換え行動を共にしている。
エリータ・ワンとしての玩具展開が無い為、Transformers: Cybertronの女戦士オーバーライドのデザインが流用されている。
ブラー/Blurr
不本意ながらロディマスのお目付け役をやらされている、オートボットでは非常に珍しい常識的な考えの持ち主。オートボットに加入する前は雄弁な講師で、その後情報員を経て戦士になった。動けなくなった敵を拷問する際には苦しめるためのプロセスをゆっくり丁寧に説明する。
玩具はマイクロン伝説版シルバーボルト、ひいてはギャラクシーフォース版ブラーの仕様変更品。